# Gentrificação na cidade de São Paulo

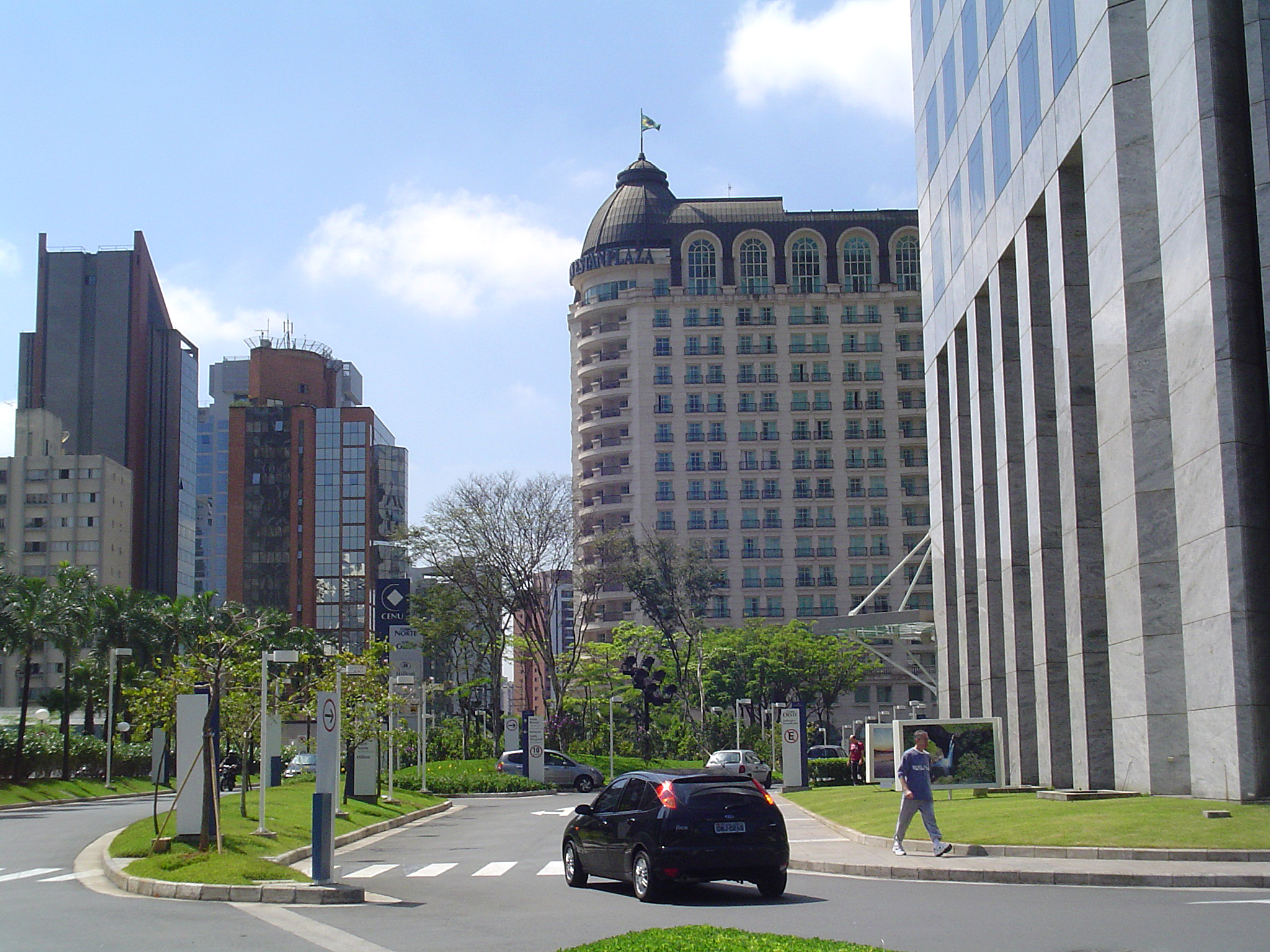
Edifícios comerciais na avenida Berrini.

O enobrecimento urbano, de acordo com algumas traduções, ou gentrificação, da expressão inglesa gentrification, um neologismo em português, consiste num conjunto de processos de transformação do espaço urbano que ocorre, com ou sem intervenção governamental, nas mais variadas cidades do mundo e diz respeito à retirada de moradias, que pertencem a classes sociais menos favorecidas, de espaços urbanos que subitamente sofrem uma intervenção urbana (com ou sem auxílio governamental) o que provoca sua evolução, favorecendo o crescimento das cidades.
A expressão da língua inglesa gentrification foi usada pela primeira vez pela socióloga britânica Ruth Glass em 1964, ao analisar as transformações imobiliárias em determinados distritos londrinos. A palavra vem de gentry, que na sociedade inglesa designava as classes sociais ricas, a nobreza. Esse termo surgiu nos anos 60, quando algumas pessoas dessas classes sociais mais elevadas começaram a migrar para locais onde antes só moravam trabalhadores, de classe social mais baixa. Esse processo acabou por elevar o preço imobiliário do local e acabou expulsando os antigos moradores (da classe operária): esse evento foi a gentrification. A gentrificação foi um fenômeno inicialmente observado no contexto urbano do mundo anglo-saxão, segundo os estudos mais clássicos - como os textos do geógrafo Neil Smith. No ensaio The new urban frontiers: gentrification and the revanchist city, Smith analisou o processo em profundidade e como um fenômeno presente igualmente em outras nas cidades. Smith identificou os vários processos de gentrificação nas décadas de 1980 e de 1990, e tentou sistematizá-los, especialmente em Nova Iorque, concentrando-se na gentrificação ocorrida nos bairros de SoHo e de igual maneira do Harlem. Mais recentemente vários estudos acadêmicos consideram que a gentrification tenha se generalizado pelo mundo todo e seja uma das manifestações da globalização, manifestado-se de uma forma peculiar nas metrópoles latino-americanas.
Trata-se, segundo a definição mais comum, de um fenômeno de retirada indireta das populações de baixa renda de determinadas regiões de uma cidade (com ou sem a participação do Estado) - especialmente das áreas centrais - devido a atuação do Estado, na tentativa de melhoria da cidade e da imagem destes locais, seja através do combate da violência ou de reformas na infraestrutura. Por vezes a retirada se dá também de forma direta, através de despejos por determinação judicial. Alguns autores dizem que, em algumas situações, nas quais há corrupção estatal, o Estado poderia agir de acordo com os interesses dos grupos imobiliários, ao usar seu poder repressivo contra as populações. A retirada desta população que residia nas áreas que sofrem o enobrecimento urbano podem fazer com que essa perca o acesso aos equipamentos e à infraestrutura urbana, segundo também as definições tradicionais do termo, caso encontre acesso à moradia apenas nas periferias extremas. O processo normalmente identifica casos de recuperação do valor imobiliário de regiões centrais de grandes cidades que sofreram, por décadas um período de degradação, durante o qual a população desses bairros foi-se modificando - pela debandada dos mais ricos - e tiveram seus espaços, que já contam com o benefício de ter todos os investimentos públicos em infraestrutura instalados, vindo a ser ocupados por pessoas pertencente às camadas sociais de menor poder aquisitivo. É uma conhecida estratégia do mercado imobiliário buscar obter uma "revitalização", ou "enobrecimento", também dos centros urbanos, de maneira a atrair novamente para eles residentes de mais alta renda, valorizando assim seus terrenos.
Muitos habitantes desejosos de melhorias nas grandes cidades, a classe política de modo geral, e até alguns acadêmicos têm considerado a gentrificação como sendo uma política positiva. Veem nela o remédio ideal para a solução humana, ecológica e fiscal de regiões urbanas decadentes.

## No Brasil
A partir de 1998 alguns estudos acadêmicos indicam a existência de  fenômenos localizados de gentrificação em algumas regiões da cidade de São Paulo. Botelho (2005)  ressalta  a distinção entre os procedimentos de gentrificação nos Estados Unidos e no Brasil, dizendo que “o principal elemento diferenciador diz respeito ao papel do poder público como condutor dos processos de revitalização”, e considera que, quando se trata de gentrificação ou revitalização, as cidades de São Paulo, Recife e Rio de Janeiro são considerados os exemplos “clássicos” brasileiros, citando como outros exemplos, onde também ocorre a gentrificação, cidades normalmente ignoradas: Vitória, Fortaleza e São Luís.
Segundo alguns autores, no caso de São Paulo, que tradicionalmente apresenta periferias pobres e áreas centrais (ou pericentrais) ricas, o fenômeno se verifica naqueles bairros centrais que sofreram um abandono histórico das elites locais (assim como do Estado) e foram ocupados por classes populares ao longo da segunda metade do século XX. De acordo com os recentes estudos destes autores sobre gentrificação na cidade, tais bairros têm sido palco de um conflito entre Estado, mercado e classes populares pela permanência ou pela requalificação do lugar.
No simpósio Espaço e poder nas grandes metrópoles, realizado em Campinas em dezembro de 1996, Sharon Zukin  fez a distinção entre dois temas que chamou de "paisagem" e "vernacular". Segundo ela são os dois processos de relações entre cultura e poder observáveis no cenário urbano pós-moderno. Um desses processos é denominado enobrecimento (gentrification), e se constitui substituição, nos velhos centros decadentes, dos antigos moradores (e seu estilo vernacular) por novos personagens e atividades culturalmente valorizadas. Zukin compara o que sucedeu no que ela classifica de "antigas cidades modernas", como Nova York, Chicago, Londres ou Paris, ao que ocorre em São Paulo, fazendo alusões a paisagens da capital paulistana como o bairro da Vila Madalena e a Praça da Sé. Para Zukin a cidade torna-se cada vez mais mercadoria, seja na forma do centro que se enobrece, seja na forma da paisagem que se mercantiliza. "As paisagens urbanas na aurora do século XXI sugerem, paradoxalmente, que a democratização da sociedade é coordenada com uma transformação mais intensa do espaço urbano em mercadoria", (p. 115). O tema faz sentido no caso da cidade de São Paulo tendo em vista a campanha da Associação Viva o Centro para revitalização do chamado centro histórico, assim como a polêmica em torno do frustrado projeto de construção do megaedificío Maharishi.
Na gestão Celso Pitta, a revitalização do Brás e do Pari por meio da torre Maharishi SP Tower, associada à política “Projeto Dignidade” – de retirada dos ambulantes e de escanteio dos projetos autogestionários de moradia popular –, indicava um potencial de gentrification ou enobrecimento urbano, na cidade de São Paulo. Esse projeto acabou frustrado pelo debate dos especialistas, pela resistência dos atores, e pelas denúncias dos ambulantes de corrupção da prefeitura. Mas a partir desse período essas áreas começaram a ganhar importância no posicionamento de São Paulo como cidade global.
|       |  |       |
| Moema |  | Perus |

Mais serviço social nos bairros nobres
Um estudo encomendado ao Instituto Lidas pelo Conselho Municipal dos Direitos da Criança e do Adolescente (CMDCA) e divulgado pela Agência Estado, em novembro de 2008, revelou que a cidade de São Paulo, assim como a maioria das cidades do mundo, tem mais serviços sociais em bairros nobres do que nos bairros pobres. No ranking de atendimento Moema ficou em primeiro lugar. Entre os cerca de 70 mil moradores da área, 53% vivem em famílias cujo chefe ganha mais de 20 salários mínimos por mês. Já Perus, que foi o último colocado no ranking entre os 96 distritos pesquisados, tem dez vagas em diferentes tipos de serviços para cada mil moradores de até 18 anos, ou seja, 56 vezes menos serviço social público do que o distrito de Moema. Em Perus 11% de seus jovens estão em situação de extrema pobreza.

## Trajetória
Durante a década de 1980, com as gestões de Mário Covas na prefeitura de São Paulo e com Franco Montoro no estado - então filiados ao Partido do Movimento Democrático Brasileiro (PMDB), esboça-se alguma atuação estatal na área central de São Paulo relacionada à valorização de seus bens culturais por meio de projetos de requalificação do espaço público. Na década de 1990, surgem novos recursos para investimentos culturais - ligados ao programa Monumenta, do Banco Interamericano de Desenvolvimento - e relacionados à requalificação de edifícios isolados de uso cultural. Recentemente, o projeto de enobrecimento urbano das áreas centrais,  ou sua gentrificação, teria sido reativado por meio de projetos como o da Nova Luz (com participação do Estado) e pela ofensiva do mercado imobiliário sobre o bairro da Mooca, (sem a participação do Estado).

### Análises e críticas
A primeira favela do Brasil - que deu o nome a  este tipo de assentamento - formou-se exatamente a partir de uma operação de enobrecimento urbano ou gentrification, ocorrida no Rio de Janeiro nos tempos da Revolta da Vacina (1904). Segundo Nicolau Sevcenko essa revolta teve pouco a ver com a vacina em si, mas deveu-se sobretudo ao processo higienista de retirada de famílias, a maioria pobres habitantes de cortiços, situados na área central do Rio a ser 'enobrecida'. "Cada porção do centro 'enobrecida' é mais uma favela ou pedaço de periferia precária que se forma".
Para evitar realizar grandes esforços de melhorias urbanísticas, a Prefeitura de São Paulo já tentou atrair novos moradores e regularizar a situação de quem vive em habitações precárias no Centro, com o Habita Sampa um concurso promovido Secretaria de Habitação e Desenvolvimento Urbano (Sehab) em parceria com a seção São Paulo do Instituto de Arquitetos do Brasil (IAB-SP) e patrocinado pela Caixa Econômica Federal. Os projetos visavam à construção de conjuntos habitacionais na Rua Cônego Eugênio Marino (Barra Funda)  e Rua da Assembleia (próxima à Catedral da Sé), na região central da cidade. As obras teriam erguidas com apoio e recursos do Banco Interamericano de Desenvolvimento (BID). As obras deveriam ter sido ser entregues em 2005, mas o projeto foi cancelado.
"A solução 'arrasa-quarteirão' proposta pela Prefeitura de São Paulo para a área da Luz, além de simplista e excludente, despreza a capacidade de nossos arquitetos, engenheiros, sociólogos e empreendedores imobiliários de enfrentar uma agenda complexa com soluções criativas e inovadoras, como aquelas que acabam de premiar o arquiteto brasileiro Paulo Mendes da Rocha com o Prêmio Pritzker".
Distante do antigo modelo centro/periferia, surgiram novos conceitos que incorporam a necessidade de crescimento do setor habitacional à utilização da estrutura parcialmente ociosa dos centros metropolitanos. O concurso nacional de arquitetura Habitasampa (2004), por sua repercussão e abrangência, tornou-se um dos pontos mais importantes e polêmicos dessa política.
O Fórum Centro Vivo, fundado em dezembro de 2000, reúne movimentos populares urbanos, pastorais, universidades e entidades de defesa dos direitos humanos, educação e cultura em São Paulo. Surgiu durante o encontro "Movimentos populares e Universidade", organizado por estudantes da USP, pela Central dos Movimentos Populares (CMP) e pela União dos Movimentos de Moradia (UMM). Segundo uma participante do Fórum, Mariana Fix, arquiteta, pesquisadora da FAU-USP, seu objetivo é articular as pessoas e grupos que lutam pelo direito de permanecer no centro da cidade de São Paulo, contrapondo-se ao processo de renovação urbana e exclusão que, segundo eles, vem ocorrendo na cidade.
Essa posição contrapõe-se a algumas (mas não todas) posições adotadas pela Associação Viva Centro, fundada em 1991 na cidade de São Paulo e formada por entidades e empresas da região. A associação defende os projetos de reformulação do centro de São Paulo de forma inseri-lo de forma competitiva no conjunto das "cidades globais".

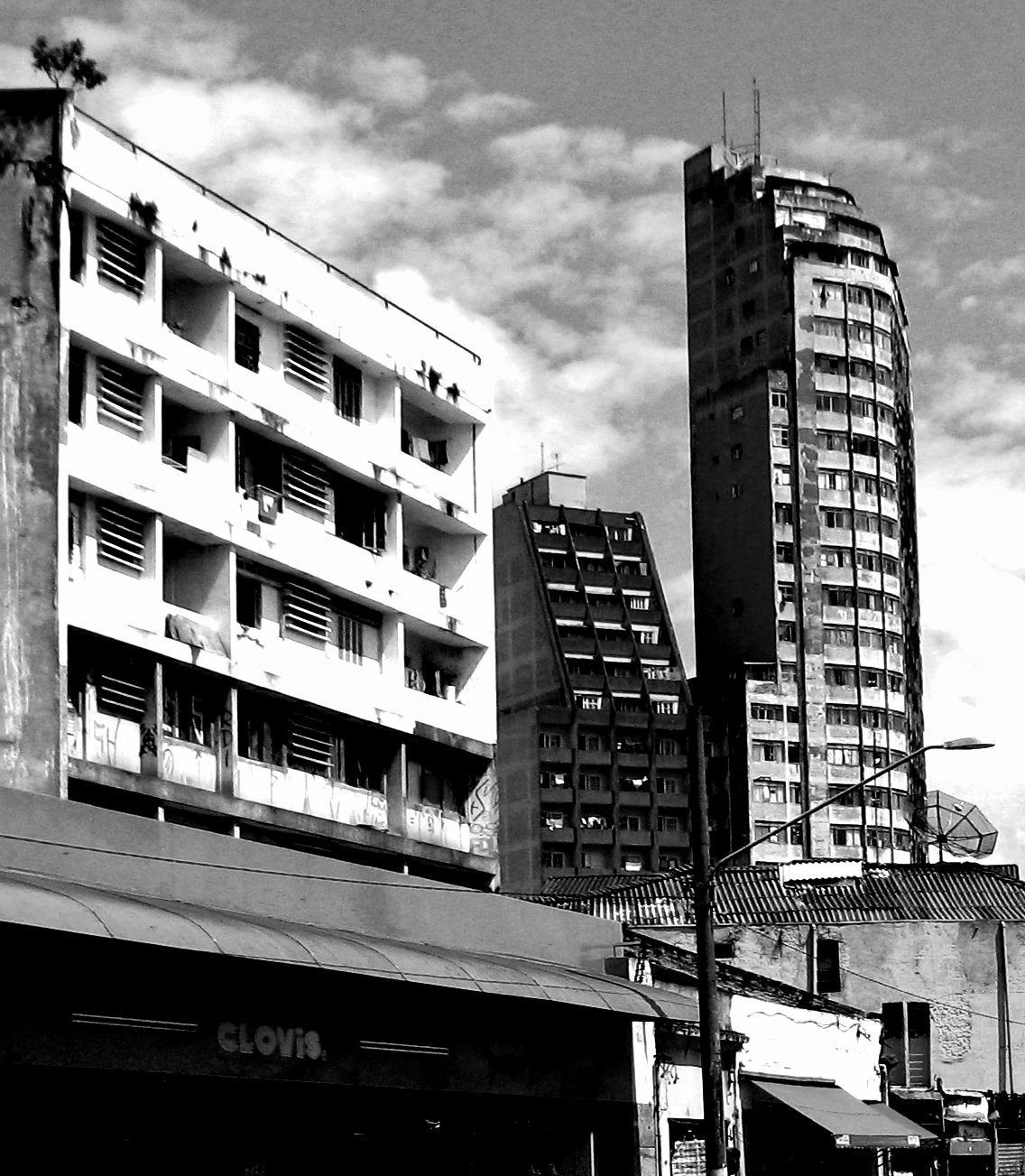
Conjunto de edifícios na região de Santa Ifigênia.

Contra a "solução arrasa-quarteirão" desenvolveu-se uma ação crítica de muitos movimentos sociais e de alguns planejadores urbanos e alguns estudiosos do urbanismo, como apontado acima, contra determinados projetos de recuperação urbana em determinadas áreas centrais. Mas, segundo uma articulista da revista Veja, essas críticas teriam um "claro viés partidário". Segundo essa matéria jornalística,  um dos mais famosos defensores da população afetada pelo projeto Nova Luz seria o monsenhor Júlio Lancellotti, responsável pelo Vicariato Episcopal do Povo de Rua (Pastoral do Povo de Rua) da Arquidiocese de São Paulo, e que seria (ele, Lancellotti) "tradicionalmente apoiado pelo Partido dos Trabalhadores (PT)". O Monsenhor, juntamente com especialistas na matéria, vários arquitetos brasileiros renomados e urbanistas de renome, normalmente ligados a correntes políticas de esquerda,  têm-se manifestado contra a intervenção na região da Estação da Luz que, segundo ele, teria "viés excludente". Mas a revista Veja considera que principal interesse de Lancellotti seria o de manter um público cativo para fazer "manobras políticas  e demagogia".
Esse texto da Revista Veja, sofreu críticas à sua publicação no Observatório da Imprensa, financiado pela Fundação Ford, que o qualificou de "matéria semelhante a texto de propaganda", apontando sua violação a onze das regra básicas do bom jornalismo, dentre elas a que obriga a publicação da versão do "acusado". "Trata-se de iguaria de fel preparada por encomenda de certos abantesmas dracúleos, hoje estabelecidos nos porões da alcaidia.", diz outro artigo do tradicional órgão.

## Problemas causados pela gentrificação
Esse processo muitas vezes acaba parecendo ser algo bom e que traz uma certa valorização ao local, por exemplo, construí-se um novo condomínio de alto padrão, uma nova loja de grande fama ou um grande evento vai ocorrer nas proximidades de um certo local mais simples. O que acontece é que toda essa revitalização acaba não sendo para o morador que já vivia no local e sim, para os que estão por vir.
Quando novos benefícios chegam, ocorre também a supervalorização do local e com isso, os habitantes do lugar acabam precisando se ajustar a esse novo padrão de vida que está surgindo. O custo de vida fica bem mais alto, os aluguéis sobem muito e para quem não possui grandes condições há a necessidade de se mudar do lugar onde viviam par um outro, onde as necessidades deles poderão ser atendidas de acordo com suas condições financeiras.
Um exemplo prático disso foram a Copa do Mundo de 2014 e as Olimpíadas de 2016, os dois eventos ocorrem no Brasil e é estimado que em ambos, milhares de pessoas tiveram que sair de suas moradias (que eram localizadas no entorno da onde iriam ocorrer os eventos) para a construção de instalações esportivas.